# 성서학
성서학(聖書學) 또는 성경학(聖經學)은 유대교와 기독교의 성서 및 관련 문헌을 학술적으로 연구하는 학문이다. 기독교의 경우 성서를 전통적으로 신약성서와 구약성서로 나뉘며 이를 통틀어 가톨릭에서 73권, 개신교에서 66권을 기독교의 경전(Canon)으로 인정하였다. 유대교에서는 타나크(모세 율법으로서의 토라, 예언서로서의 느비임, 기록서로서의 케투빔의 묶음)로 알려져 있는 히브리어 성서만을 경전으로 인정한다. 이 밖에도 성서학자들이 연구하는 다른 전서로는 유대교의 외경, 유대교의 위경, 기독교의 외경 등이 있다.

## 개요
성서학이라는 것은 유대교에 의해서 전해지며, 그리스도 교회가 정전이라고 규정한 성서를 주요 대상으로 하고, 형태, 내용, 본질을 이해하기 위해서 그와 관계있는 광범위한 지역과 관계문헌과의 관계를 유지하며 연구하는 학문이다. 성서학은 그리스도 교학의 일과이기는 하지만, 일반 인문과학과 공통되는 방법을 이용, 언어학, 문예학, 고고학, 지리학, 역사학, 인류학, 사회학, 종교학 기타 학문의 도움을 받아서 성서의 여러 국면, 언어, 지리, 역사, 사회, 전승, 문학, 사상을 전문적으로 또는 종합적으로 파악하고, 역사 종교로서의 기독교의 기원과 특질의 이해에 이바지할 것을 도모하였다. 성서학은 가블러(Johann Philipp Gabler, 1753~1826)가 문법적ㆍ역사적이나 발생론적 학문으로서 성서(신)학을 교리(교의)신학에서 독립시킴으로써 성립했다. 오늘날에는 구약성서학, 신약성서학으로 분화하고, 방법론적으로 공통되는 점은 있지만, 각각 전문적으로 심화되었다.

## 구약학
범위는 역사적으로 고대 오리엔트세계에서의 이스라엘 민족과 그 운명을 기언에서 로마 시대까지 거슬러 올라가는 것이 보통이며, 지리적으로는 동쪽은 인더스강, 북쪽은 카스피해 연안, 서쪽은 터키, 아라비아 반도를 포함한 지역과 그 여러 문명권을 시야에 넣어서 이루어졌다. 전통적으로 구약학 고유한 과목으로서는 제론, 석의, 신학이 있으며, 보조학이나 기초학과로서 어학, 고고학, 역사(이스라엘사)를 들 수 있다. 어학으로서의 헤브라이어, 아랍어는 직접적인 원어이며, 그 외에 많은 셈어 등이 관련어학으로서 필요하다. 성서 고고학은 성서가 언급하는 사적사건, 제도, 문화에 직접ㆍ간접으로 관련된 자료를 계통적으로 제시하였는데 이스라엘사는 고고학 자료와 문헌자료를 해석해서 재구성되었다.
서론은 《구약성서》 전반에 관한 학적 성과를 비판적으로 통람하는데, 총설에서는 학설사, 정전 성립사, 본문(헤브라이어 본문형성사, 여러 고대어역) 등을 취급하고, 각론에서는 구약각서의 내용, 자료, 전승, 편집과정, 사상에 관한 여러 설(諸說)을 논한다. 석의(釋義)는 서론적 지식을 전제로서 본문비평에 의한 본문의 확정, 문헌비판, 형태비판, 전승사, 편집사적 종합, 또는 문체비판을 동원해서 구조와 의미의 확정에 노력하였으며 신학은 이상의 성과를 토대로 사상의 계통적 서술을 행한다. 19세기 말, 웰하우젠은 문헌자료를 발전사관에 의해서 다시 나열해서 이스라엘 종교사로서 재구성하여 구약학의 시조가 되었는데, 그 무렵부터 발견된 많은 자료에 비추어서 환경세계와 《구약성서》와의 유기적 파악을 주장한 종교사학파가 20세기 초부터 주류를 이루었다. M. 베버의 《고대 유대교》는 사회학적 구조연관을 밝히고, 라드(Gerhard von Rad, 1901~71)의 《구약성서 신학》과 《이스라엘의 지혜》는 이스라엘적 사고의 특징을 정리해서, 그 후의 학적토론의 무대를 이루었다.

## 신약학
성서의 내용을 개관하면, 먼저 신약성서 언어의 연구가 있는데 신약은 헤브라이적 전통의 영향을 강하게 받은 사람들이 헬레니즘 세계의 공통어였던 그리스어(코이네)로 쓴 것으로, 의미론상의 특수성이 강하며 거기에 본문비평이 있다. 인쇄기가 없었던 당시 문서는 서사(書寫)되어서 확산되었는데 그사이 오류나 의도적인 교정이 이루어져서 사본의 계통을 분류하고, 각각에서 가장 오래되고 좋은 사본을 비교검토해서 원문을 재건해야 하였다. 《신약성서》는 1세기 중엽에서 2세기 초에 걸쳐서 지중해연안 문화권의 동부에서 북부에 걸친 각지에서 각각 쓰여진 27의 문서를 후대(4세기 말)의 교회가 편집해서 정전으로 구분한 것이다.
신약통론(서론)은 각 문서를 개별적으로 거론하고, 누가, 언제, 어디에서, 무엇을 위해서, 어떤 사료를 이용해서 썼는지, 그 내용 또는 다른 문서와의 관계는 무엇인지, 그것들은 어떤 경과를 거쳐서 정전결집에 이르렀는지 등을 연구하였다. 석의는 개개의 본문을 분석ㆍ검토하고 저자가 그 말, 그 구절, 그 문장에서 무엇을 이야기하고 있는지를 밝혔는데 신약학 전반에 걸친 지식도 요구되는 중심적 분야이다. 신약신학은 『신약성서』의 사상내용, 즉 거기에서의 신, 그리스도, 인간, 역사, 죄, 구원, 교회, 윤리, 종말 등이 어떻게 이해되고 있는지를 가능한 한 체계적으로 서술하였는데 《신약성서》 해석의 방법론의 반성도 포함된다. 그 외에 《신약성서》의 배경이 되어 있는 유대민족의 역사, 로마 지배하의 유대인의 생활, 신약에 영향을 미친 유대교 묵시문학이나 헬레니즘 종교의 연구가 있다(시대사, 종교사). 나아가서 주요한 개별연구로서 예수의 언행의 재구성과 해석(예수 연구), 바울의 생애와 사상의 서술(바울 연구)분야가 있다.

## 성서학의 역사
제믈러(Johann Salomo Semler, 1725~91)는 정전결집이 역사를 연구하고, 성서는 영감에 의해서 한 번에 쓰여진 것이 아니라는 것을 밝혔다. D.F. 슈르타우스는 복음서의 초자연적 기적의 사실성을 부정하고, 바우어(Ferdinand Christian Baur, 1792~1860)는 초대교회에서의 율법주의와 복음주의의 대립을 그리고, 《바울 서간》 중의 어느 것이 실제 바울에 의해서 쓰여졌는지를 논했다. 홀츠만(Heinrich Julius Holtzmann, 1832~1910)은 '이사료설'(마태와 누가는 마가와 예수어록 Q를 이용했다)을 완성했다. 바이스(Johannes Weiss, 1863~1914), A. 슈바이처는 예수에 대한 유대교 묵시문학의 영향을 나타내고, 브제(Wihelm Bousser, 1865~1920)는 신약과 헬레니즘 여러 종교의 관계를 강조했다. 제2차 대전 후, 양식사적 연구는 복음서가 단편적 구전을 모아서 만들어진 것이라는 것을 밝히고, 1950년대 이후, 편집사적 연구는 복음서 기자의 가필과 신학사상을 추출했다. 불트만은 성서(신약)의 신화론적 언표의 근저에 있는 실존이해를 명확화하는 해석법(비신화화)을 제창해서 성서학에서 신약사상 해석학의 기초를 구축했다.

## 같이 보기
- 성경, 정경
- 성서비평학
- 성경신학

## 참고 자료
- 「교회 다시 살리기」, 회개를 통한 일치, JOHN B.COBB, Jr. 저, 구미정 역, 한국기독교연구소(2001년, 137~141p)
- 「인문과학과 예술의 핵심 지식정보원」, 기독교 정보원, 한상완 저, 연세대학교출판부(2004년, 237~267p)
- De La Torre, Miguel A., "Reading the Bible from the Margins," Orbis Books, 2002년.